# 플라즈마 질화 처리
플라즈마 질화 처리(이온 질화 처리, 글로-방전 질화 저리)는 금속 물질의 표면 경화 처리 방법 중 하나이다.
질화 처리는 금속 표면에 질소를 확산시켜 케이스 경화 표면을 생성하는 열처리 공정이다. 이러한 공정은 저합금강에 가장 일반적으로 사용된다. 티타늄, 알루미늄, 몰리브덴에도 사용된다.
일반적인 응용 분야에는 기어, 크랭크축, 캠축, 캠 팔로워, 밸브 부품, 압출기 나사, 다이캐스팅 도구, 단조 다이, 압출 다이, 총기 부품, 인젝터 및 플라스틱 몰드 도구가 포함된다.